# Adelheid zu Hohenlohe-Langenburg

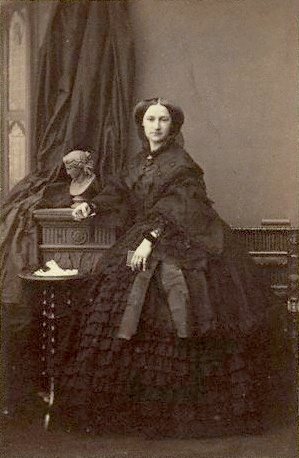
Prinzessin Adelheid zu Hohenlohe-Langenburg, spätere Herzogin von Schleswig-Holstein, fotografiert von Camille Silvy, 1860

Prinzessin Adelheid Victoria Amalie Louise Maria Konstanze zu Hohenlohe-Langenburg (* 20. Juli 1835 in Langenburg; † 25. Januar 1900 in Dresden) war ein Mitglied des Hauses Hohenlohe und durch Heirat Herzogin von Schleswig-Holstein sowie Mutter der letzten Deutschen Kaiserin.

## Leben

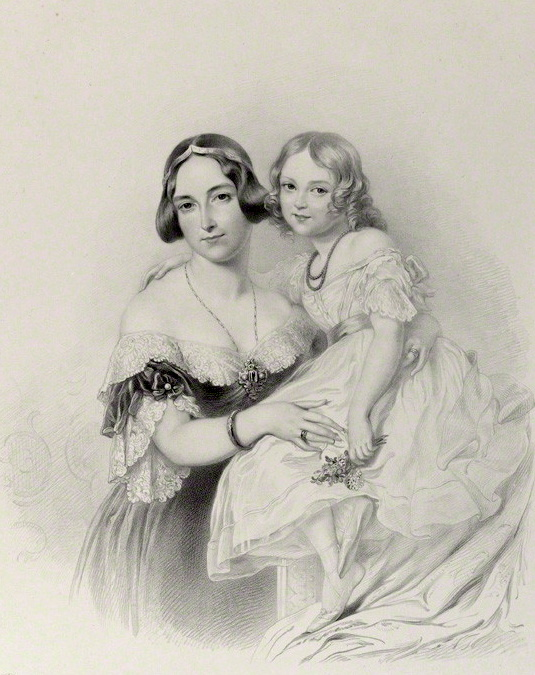
Prinzessin Adelheid mit ihrer Mutter, Lithographie von Richard James Lane, 1841

Adelheid (genannt Ada) war die zweite Tochter von sechs Kindern des Fürsten Ernst I. zu Hohenlohe-Langenburg (1794–1860) und seiner Ehefrau der Prinzessin Feodora zu Leiningen (1807–1872), einzige Tochter von Fürst Emich Carl und seiner zweiten Gattin der Prinzessin Victoria von Sachsen-Coburg-Saalfeld. In zweiter Ehe heiratete ihre Großmutter im Mai 1818 Edward Augustus, Duke of Kent and Strathearn, den vierten Sohn von König Georg III. von Großbritannien und Irland; sie waren die Eltern der späteren Königin Victoria (1819–1901).
Der französische Kaiser Napoleon III. (1808–1873) hielt 1852 um die Hand von Adelheid an, nachdem sein Ehegesuch an Carola von Wasa-Holstein-Gottorp abgelehnt worden war. Hintergrund war unter anderem, dass Frankreich so engere Verbindungen zu England hätte aufbauen können, war Adelheid doch die Nichte von Königin Victoria. Diese verhinderte die Heirat Adelheids mit dem 27 Jahre älteren Kaiser.
Am 11. September 1856 heiratete Prinzessin Adelheid in Langenburg den Herzog Friedrich VIII. von Schleswig-Holstein-Sonderburg-Augustenburg (1829–1880), den ältesten Sohn von Herzog Christian August und seiner Cousine (zweiten Grades) der dänischen Gräfin Luise Sophie von Danneskjold-Samsøe. Aus der Ehe, die allen Berichten zufolge harmonisch verlief, gingen sieben Kinder hervor:

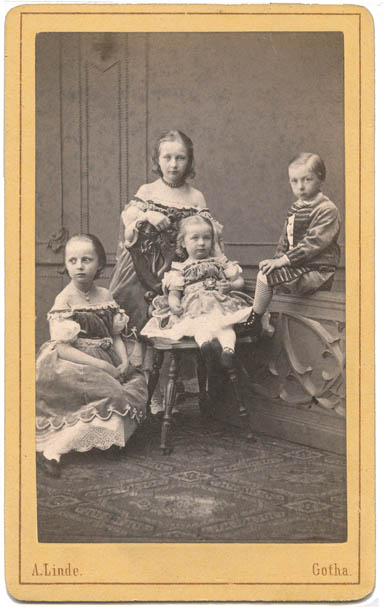
Links nach rechts: Caroline Mathilde, Auguste Viktoria, Louise Sophie und Ernst Günther, CdV von August Linde, Gotha um 1869

- Friedrich Wilhelm Victor Karl Ernst Christian August (1857–1858)
- Auguste Viktoria Friederike Luise Feodora Jenny (1858–1921)

⚭ 1881 Prinz Wilhelm von Preußen, nachmals Deutscher Kaiser und König von Preußen
- Victoria Friederike Augusta Maria Caroline Mathilde (1860–1932)

⚭ 1885 Herzog Friedrich Ferdinand von Schleswig-Holstein-Sonderburg-Glücksburg
- Friedrich Victor Leopold Christian Gerhard (*/† 1862)
- Ernst Günther (1863–1921), (Titular)-Herzog von Schleswig-Holstein-Sonderburg-Augustenburg

⚭ 1898 Prinzessin Dorothea von Sachsen-Coburg und Gotha
- Louise Sophie Adelheid Henriette Amalie (1866–1952)

⚭ 1889 Prinz Friedrich Leopold von Preußen
- Feodora Adelheid Helene Louise Caroline Pauline Alice Jenny (1874–1910), Schriftstellerin und Malerin

Im Jahr 1867 vollzog der Reichskanzler Otto von Bismarck die Annexion der Herzogtümer als Provinz Schleswig-Holstein im Königreich Preußen. Adelheid zog mit ihrer Familie nach Primkenau zurück, wo Friedrich VIII. nach dem Tod seines Vaters 1869 die augustenburgischen Güter Primkenau sowie ein Gut in Schweden und Schloss Gravenstein, das er zurückerhalten hatte, bewirtschaftete. In ihren späteren Jahren zeigten sich bei der Herzogin Anzeichen einer geistigen Krankheit. Als 1879/1880 die langen Verhandlungen zwischen dem Deutschen Kaiserhaus und der herzoglichen Familie zwecks Eheschließung ihrer ältesten Tochter Auguste Viktoria liefen, brach die Krankheit schließlich endgültig aus.
Adelheids Ehemann starb am 14. Januar 1880. Bei der Trauerfeier in Primkenau erlitt die psychisch kranke Herzogin hysterische Anfälle und störte die Predigt des Geistlichen durch Zwischenrufe. Wenige Jahre später wurde sie in eine Heilanstalt eingewiesen. Adelheid verstarb 1900 in Dresden und wurde auf Schloss Primkenau beigesetzt.

## Ehrungen
Die Adelheid-Insel (russisch Остров Аделаиды) in Franz-Joseph-Land wurde 1872/73 durch die Österreichisch-Ungarische Nordpolexpedition (volkstümlich auch Payer-Weyprecht-Expedition bezeichnet) im Arktischen Ozean entdeckt und zu Ehren der Herzogin Adelheid benannt.